# Pseudoneureclipsis iranicus
Pseudoneureclipsis iranicus är en nattsländeart som beskrevs av Malicky 1982. Pseudoneureclipsis iranicus ingår i släktet Pseudoneureclipsis och familjen fångstnätnattsländor. Inga underarter finns listade i Catalogue of Life.